# Shpëtim Saraçi
Shpëtim Saraçi, född 19 april 1970 i Shkodra, Folkrepubliken Albanien, är en albansk kompositör. 
Saraçi är gift med den albanska sångerskan Mira Konçi. Han har komponerat flera kända låtar, bland annat Mira Konçis vinnarlåt i Festivali i Këngës 1994, "Të sotmen jeto". Han komponerade även Konçis vinnarlåt i Kënga Magjike 2002, "E pathëna fjalë". Under hösten år 2010 komponerade han Fortesa Hotis låt "Akull", vilken hon tävlade med i musiktävlingen Kënga Magjike 12. Senare samma år komponerade han Aurela Gaçes bidrag till Festivali i Këngës 49, "Kënga ime". Gaçe vann tävlingen, och kom med låten att representera Albanien vid Eurovision Song Contest 2011 i Düsseldorf. Han har även i både festivalens 50:e upplaga, samt i Festivali i Këngës 51 varit tävlingens artistiska direktör.

### Fotnoter
1. ↑  Sahiti, Gafurr (21 december 2010). ”Exclusive: Aurela Gaçe speaks to esctoday.com”. esctoday. http://esctoday.com/news/read/16428. (engelska)
2. ↑  Hondal, Victor (25 december 2010). ”Aurela Gaçe to represent Albania in Eurovision 2011”. esctoday. Arkiverad från originalet den 27 december 2010. https://web.archive.org/web/20101227103100/http://www.esctoday.com/news/read/16400. (engelska)